# マスターピース・ケーキショップ対コロラド州公民権委員会事件
マスターピース・ケーキショップ対コロラド州公民権委員会事件（マスターピースケーキショップたいコロラドしゅうこうみんけんいいんかいじけん、英: Masterpiece Cakeshop v. Colorado Civil Rights Commission）584 U.S. ___ (2018)は、コロラド州レイクウッドのケーキ店の店主が、訪れた同性愛者の客が希望したウェディングケーキの制作を、自身の信仰を理由にして断ったことから始まった裁判。公民権委員会は人権委員会とも訳される。
ケーキを拒否された同性愛者の二人は店主が州法に違反しているとしてコロラド州公民権委員会に訴え、同性結婚のウェディングケーキを拒否することが同性愛者に対する差別にあたるのかどうかが争われた。コロラド州公民権委員会はケーキの拒否が差別にあたると判断し、コロラド州控訴裁判所も公民権委員会の判断を支持した。店主はキリスト教系団体アライアンス・ディフェンディング・フリーダムに支援され、合衆国連邦最高裁判所に上訴した。アメリカ合衆国連邦最高裁判所は7-2で「信教上の理由による同性婚への反対は保護される」として、店側の主張を支持し、拒否を「差別」としていた州控訴審判決を破棄した。一方、信教の自由と同性愛者の権利保護のどちらが優先されるかという問題についての判断は保留とした。
この判決を受け、同性愛者などの性的少数者への差別を助長するという批判が出た。
トランプ政権はこの裁判に店主側を支持する立場で関与しており、判決を歓迎した。

## 関連文献
- Thomas C. Berg, Masterpiece Cakeshop: A Romer for Religious Objectors?, 2017-2018 Cato Sup. Ct. Rev. 139 (2018)
- Karlan, Pamela S. (1 May 2019). “Just Desserts?: Public Accommodations, Religious Accommodations, Racial Equality, and Gay Rights”. Supreme Court Review 2018:  145–177. doi:10.1086/702248. ISSN 0081-9557.
- Template:Bluebook journal
- Laycock, Douglas (2017). “The Wedding-Vendor Cases”. Harvard Journal of Law & Public Policy 41 (1):  49–66.
- Murray, Melissa (1 May 2019). “Inverting Animus: Masterpiece Cakeshop and the New Minorities”. Supreme Court Review 2018:  257–297. doi:10.1086/703043. ISSN 0081-9557.
- Tebbe, Nelson (2017). Religious Freedom in an Egalitarian Age. Cambridge: Harvard University Press. ISBN 978 0 674 97143 1